# Pristimantis juanchoi
Pristimantis juanchoi är en groddjursart som först beskrevs av Lynch 1996.  Pristimantis juanchoi ingår i släktet Pristimantis och familjen Strabomantidae. IUCN kategoriserar arten globalt som nära hotad. Inga underarter finns listade i Catalogue of Life.